# Fernando Casado Veiga
Fernando Casado Veiga (La Coruña, 23 de mayo de 1890 - Madrid, 25 de mayo de 1972) fue un militar artillero y general español que participó en la guerra de Marruecos y en la Guerra Civil en defensa de la legalidad republicana. Fue padre del actor Fernando Rey y ayudante de campo de Manuel Azaña.

## Biografía
Hombre culto con gran dominio de las ciencias, ingresó a los 15 años en la Academia de Artillería de Segovia. En 1910 fue destinado como teniente  a la comandancia de El Ferrol. Como capitán participó con brillantez con el Tercero de Montaña en la campaña de Marruecos, llegando a ser citado por Franco en su libro Diario de una bandera. Declaró a favor la unidad de la Legión que mandaba Franco para que se le otorgase la Laureada de San Fernando por la liberación de Taxuda. Tras su ascenso a comandante por méritos de guerra en 1926, fue profesor de la academia de artillería. A comienzos de 1936 estaba destinado en la Escuela de Tiro de Campaña de Artillería. En mayo de 1936 Azaña, presidente de la República, le nombró su ayudante de campo.
Al producirse el golpe de Estado que dio lugar a la Guerra Civil permaneció fiel a la República. Fue el organizador de la defensa artillera en la batalla de Madrid y jefe de artillería del Ejército del Centro, participando en la mayoría de las operaciones militares que se sucedieron alrededor de la capital de España, singularmente en Guadarrama, Jarama, Guadalajara y Brunete. 
En fecha indeterminada de mediados de 1937, pasa a ser jefe del EM del XIII Cuerpo de Ejército, cargo del que cesa el 22 de octubre de 1937, pasando a la comandancia militar de Albacete.
Cuando Miaja fue nombrado jefe del GERC en abril de 1938, incluyó a Casado Veiga en su Estado Mayor como comandante general de Artillería.
El 5 de mayo de 1938 es ascendido a coronel por méritos de guerra.
Tras el golpe de Estado de Casado, se disolvió el GERC, pasando a ser inspector general de artillería.
Al final de la guerra se encontraba en Valencia, negándose a huir. Fue detenido junto a su hijo y llevado al campo de concentración improvisado en el estadio de Mestalla. Mientras su hijo pudo huir, Casado fue juzgado en un consejo de guerra y condenado a muerte, si bien la pena le fue conmutada después por 30 años de prisión. Una vez en libertad, trabajó como profesor de ciencias dando clases particulares.